# Blainville-sur-l'Eau
Blainville-sur-l'Eau is een gemeente in het Franse departement Meurthe-et-Moselle in de regio Grand Est. De plaats maakt deel uit van het arrondissement Lunéville. Blainville-sur-l'Eau telde op 1 januari 2022 3.885 inwoners.

## Geografie
De oppervlakte van Blainville-sur-l'Eau bedroeg op 1 januari 2022 11,74 vierkante kilometer; de bevolkingsdichtheid was toen 330,9 inwoners per km².

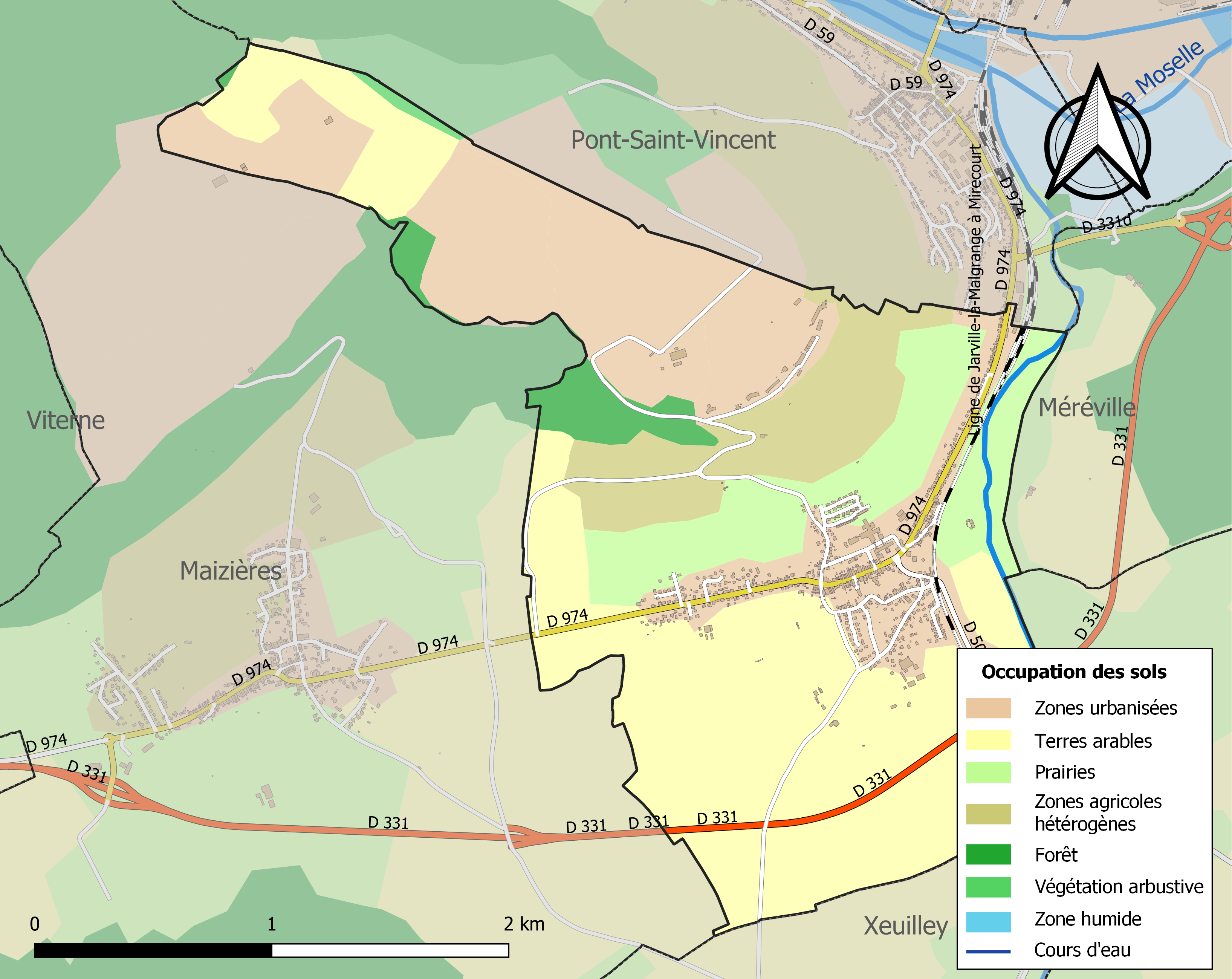
Kaart van de gemeente met de belangrijkste infrastructuur, bodemgebruik en omliggende gemeenten

## Demografie
Onderstaande figuur toont het verloop van het inwonertal (bron: INSEE-tellingen).